# Anarhynchus
Anarhynchus Quoy & Gaimard, 1832 è un genere di uccelli caradriiformi.